# Migração Lessepsiana

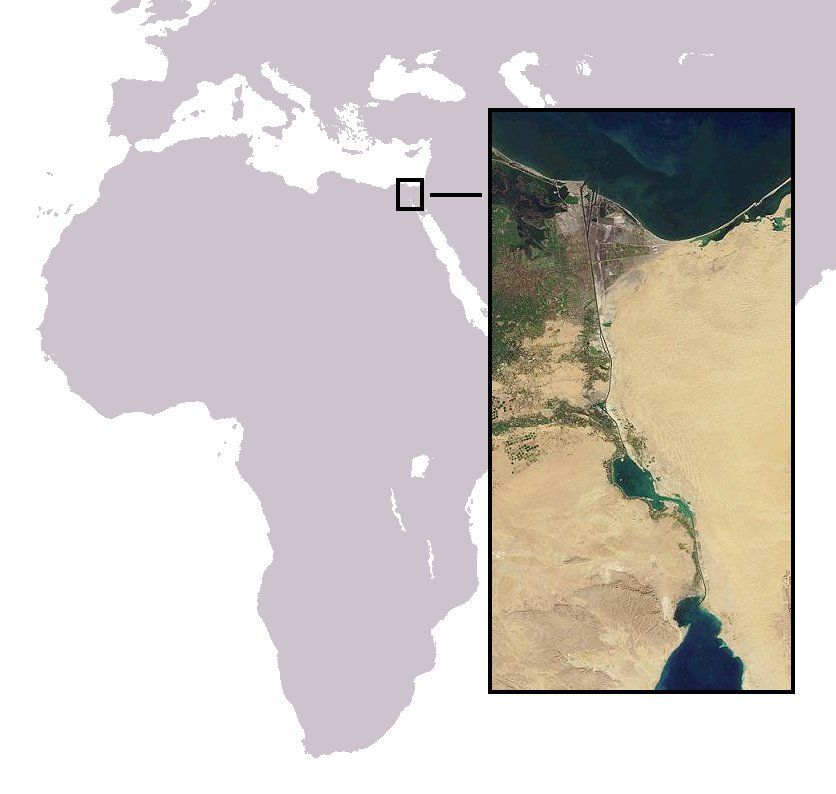
O Canal de Suez, através das quais as espécies marinhas migram, chamado de migração lessepsiana

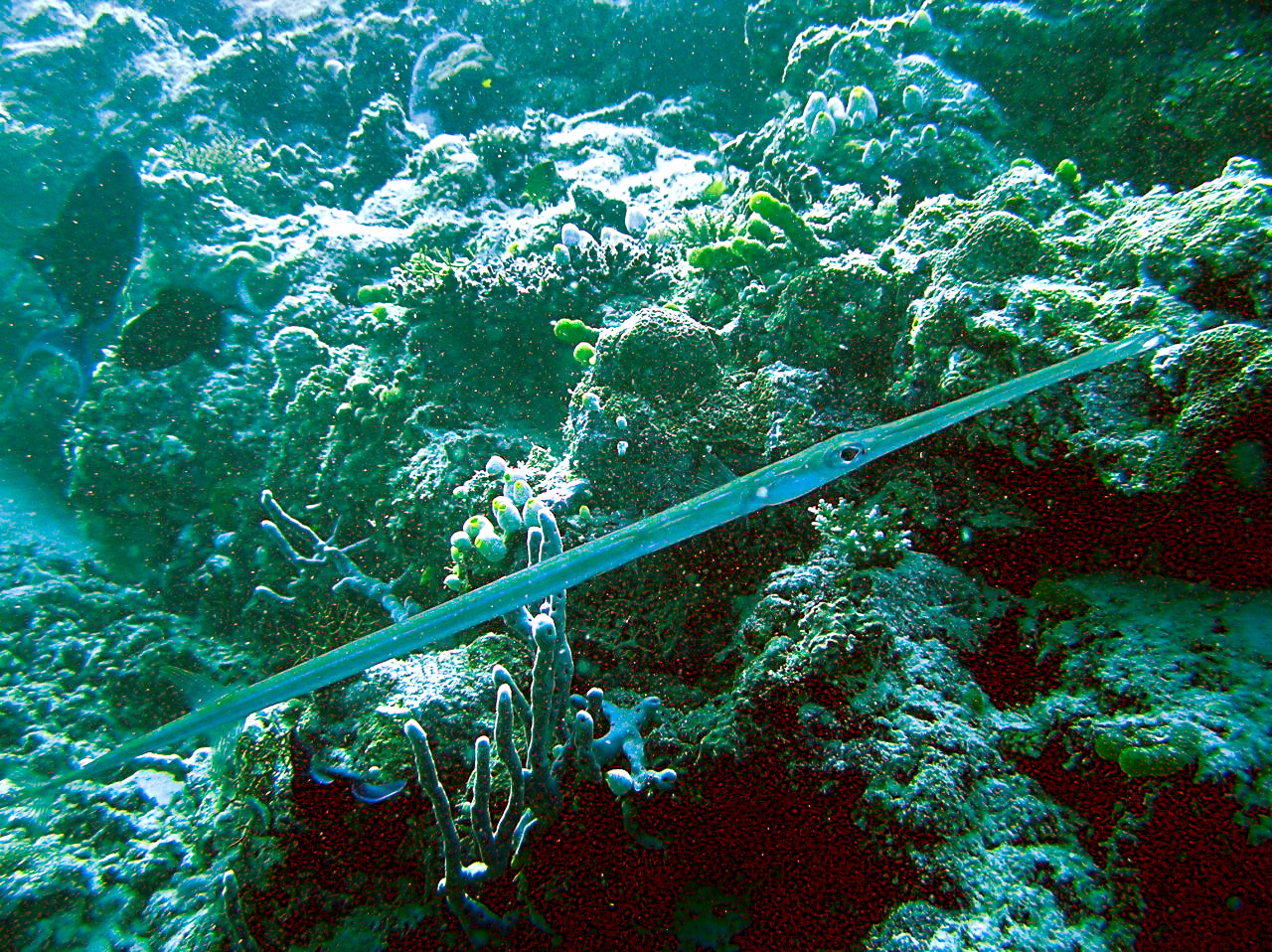
Fistularia commersonii, na migração lessepsiana.

Migração Lessepsiana é a migração de espécies marinhas através do Canal do Suez que se efectua normalmente do Mar Vermelho para o Mar Mediterrâneo ou, mais raramente, na direcção oposta. O seu nome tem origem no engenheiro encarreguado da construcção do canal  Ferdinand de Lesseps.
Num contexto mais amplo o termo é usado para designar qualquer migração animal tornada possível através de construcções humanas, impossíveis sem a presença destas.
A criação do Canal do Suez, em 1869, criou a primeira passagem entre as águas salgadas dos mares Mediterrâneo e Vermelho. Como o Mar Vermelho é mais alto que o mediterrâneo vaza àgua neste. Os Lagos Amargos, lagos hipersalinos que fazem parte do canal, bloquearam as migrações das espécies do Mar Vermelho por várias décadas, mas à medida que a salinidade dos lagos se ia igualizando à do Mar Vermelho, a barreira desapareceu e as espécies marinhas do Mar Vermelho puderam colonizar o Mar Mediterrâneo. 
O Mar Vermelho é mais salgado e tem menos nutrientes por isso estas espécies tiveram vantagem sobre aquelas do Mar Mediterrâneo. 
As espécies invasoras tornaram-se um componente do ecossistema do Mar Mediterrâneo, pondo em perigo as espécies endémicas. Até este dia mais de 300 espécies nativas do Mar Vermelho foram observadas no Mar Mediterrâneo, e há provavelmente muitas mais que ainda não o foram. 
Nos últimos anos as intenções anunciadas pelo governo Egípcio de aprofundar e alargar o canal pôs em alerta biólogos marinhos, que temem que isso só vá pior a situação. 

## Referencias
- Galil, B.S. and Zenetos, A. (2002). A sea change: exotics in the eastern Mediterranean Sea, in: Leppäkoski, E. et al. (2002). Invasive aquatic species of Europe: distribution, impacts and management. pp. 325–36.